# خوشابا
خوشابا (به لاتین: Khoshaba) یک منطقهٔ مسکونی در عراق است که در شهرستان تلکیف واقع شده‌است.